# Li Jinfa
Pour les articles homonymes, voir Li.
Li Jinfa (chinois 李金发, Li « Tête d'or » ou « Leblond », EFEO Li Kin-fa), pseudonyme de Li Shuliang, est un sculpteur et poète chinois, né en 1900 dans le xian de Mei dans le Guangdong, mort en 1976.

## Biographie

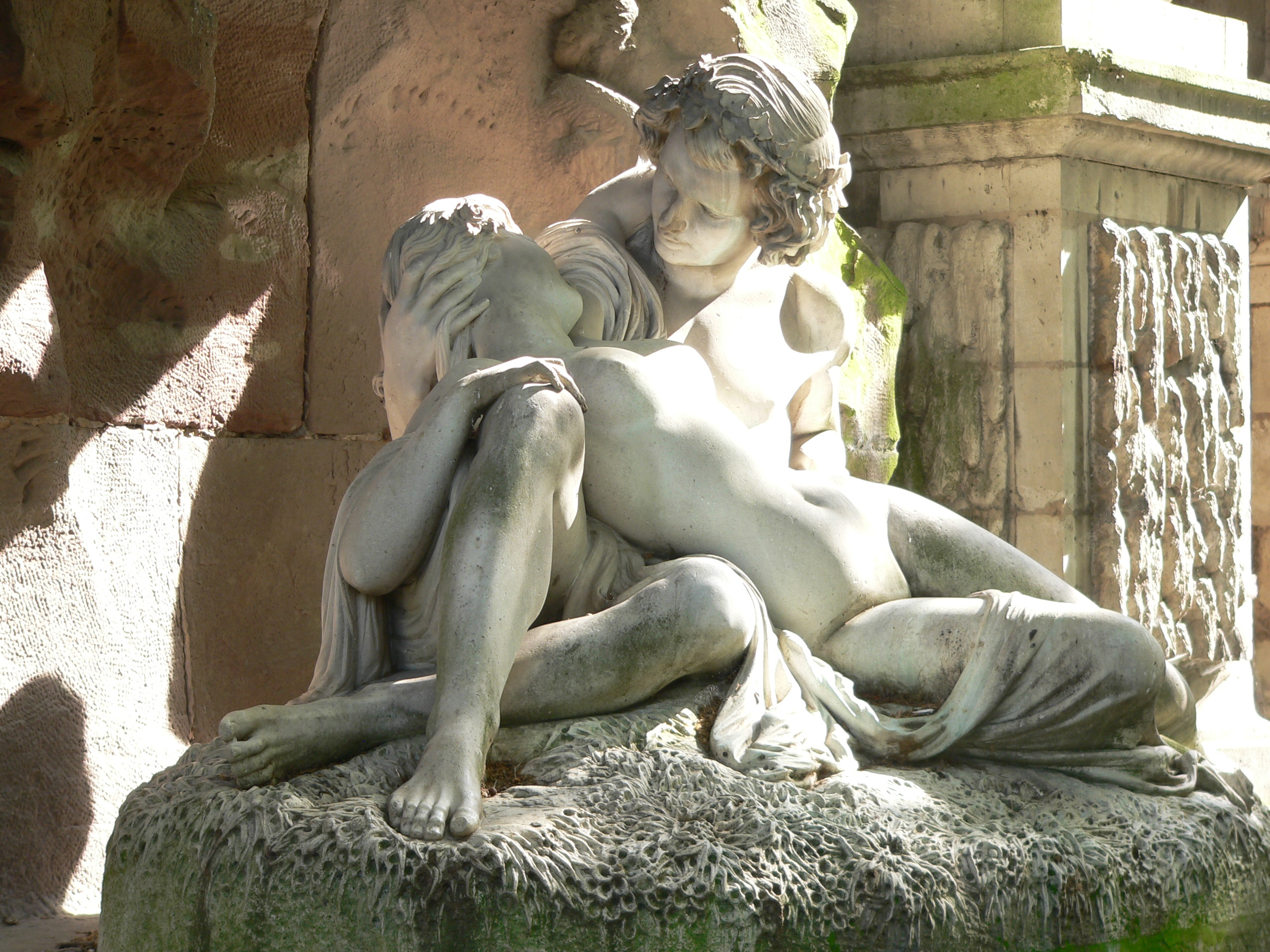
Galatée et Acis, œuvre d'Auguste Ottin. Fontaine de Médicis, jardin du Luxembourg.

Li Jinfa naît dans le xian de Mei, dans le Guangdong. Il fait des études à Shanghai. Il est à Paris en 1922-1923. Il vit en Amérique après 1951. Ses Souvenirs d'une vie littéraire paraissent à New York en 1964.
En France, il a séjourné à Marseille, Paris, Fontainebleau, dans les Vosges et à Dijon, avec le peintre Lin Fengmian. Il suit les cours de l'école des Beaux-Arts de Dijon, puis de Paris. Alors qu'il est malade à Paris, il rêve à plusieurs reprises qu'une jeune fille blonde lui rend visite, jusqu'à ce qu'il soit guéri. En souvenir de cet « ange » (tianshi), il adopte le pseudonyme de Jinfa.
Les visites qu'il fait au musée du Luxembourg, proche de son domicile parisien, décident Li Jinfa à se consacrer définitivement à la sculpture. Il raconte dans ses mémoires avoir été fortement impressionné, bien qu'ignorant du mythe représenté, par la sculpture d'Acis et Galatée de la fontaine Médicis.
Li Jinfa et Lin Fengmian séjournent quelques mois à Berlin avant leur retour en Chine. Li y rencontre sa future femme, avec laquelle il rentre en Chine. Ils y ont un enfant. Après quatre ans de séjour en Chine, sa femme le quitte pour retourner en Allemagne.
De retour en Chine, il est secrétaire de Cai Yuanpei en 1927. De 1925 à 1928, il enseigne à l'école des Beaux-Arts de Shanghai, dirigée par Liu Haisu. De 1928 à 1932, il enseigne à l'école des Beaux-Arts de Hangzhou l'art traditionnel, alors que la majorité des enseignants se consacrent à l'art moderne. Les cours y sont donnés en français. En 1938, il est directeur de celle de Nankin. À l'arrivée des Japonais, il part pour l'Annam, puis deux ans après pour les États-Unis.

## Œuvre

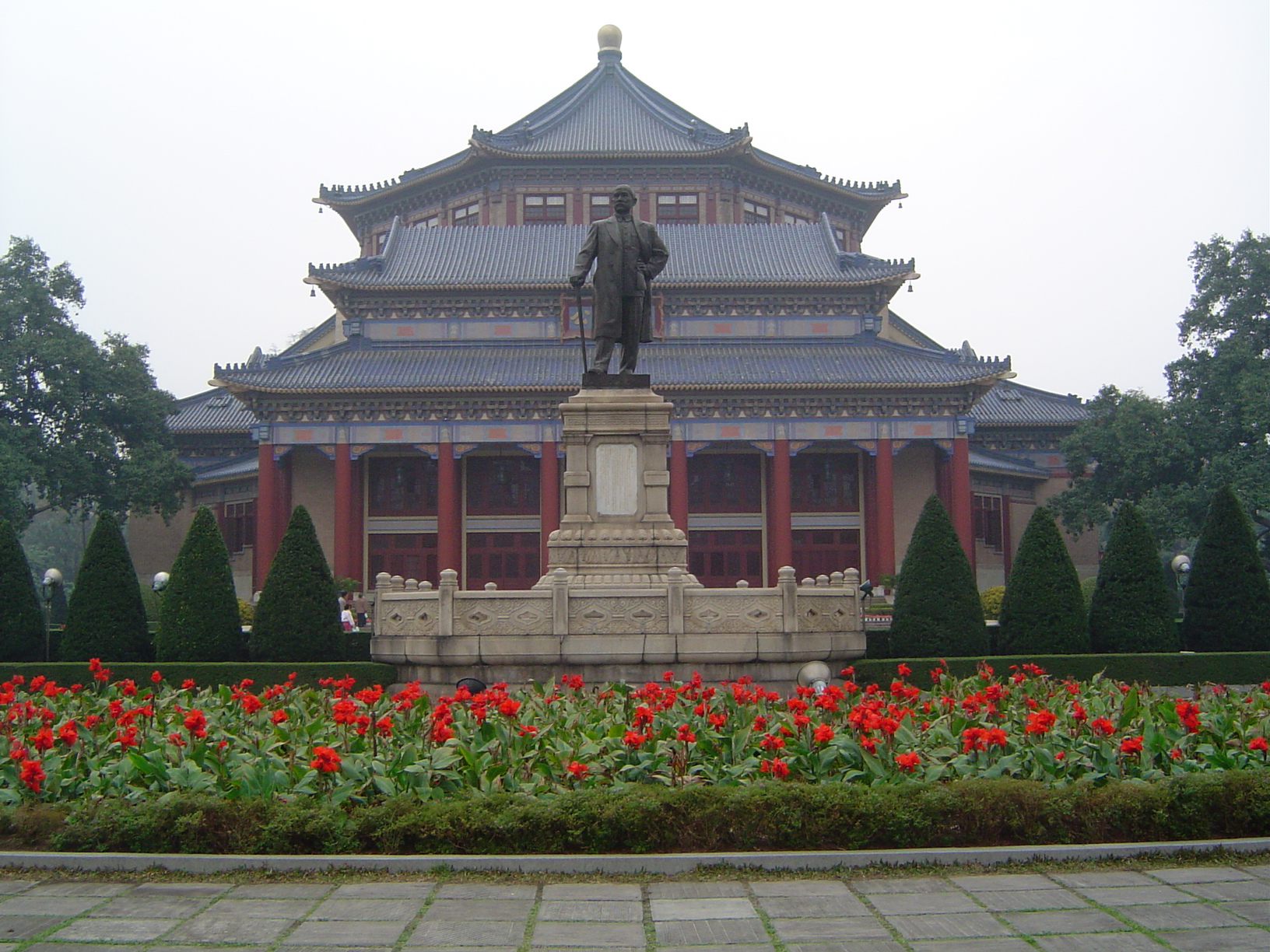
Statue de Sun Yat-sen, Guangzhou

Li Jinfa a écrit l'ensemble de ses poèmes en France et en Allemagne. Il y exprime surtout la souffrance qu'il éprouve, solitaire, en exil.
Li Jinfa fait parvenir ses premiers poèmes à Zhou Zuoren en 1922, qui les fait paraître dans la revue Xinchao (Renaissance). Par l'intermédiaire de Zhou, Li fait la connaissance de Liu Bannong, alors en France.
Son œuvre poétique, obscure, lui donne la réputation d'être le fondateur du symbolisme chinois. Sa réputation de « monstruosité poétique » fait de Li Jinfa un héritier de Li He (791-817), davantage que des symbolistes français.
Li Jinfa a exposé deux bustes, dont l'un représentant Lin Fengmian, au salon du Printemps de Paris en 1922. Il est l'auteur d'une dizaine de sculptures, dont la statue de Sun Yat-sen devant le Mémorial de Sun Yat-Sen à Canton.

## Liste des œuvres littéraires
- Fine pluie (Wei yu), 1925.
- Chansons pour le bonheur (Wei xinfu er ge), 1926.
- Épreuves d'un long voyage (Shike yu xiongnian), 1927.
- Airs des pays étrangers (Yiguo qingdiao), 1942.
- Souvenirs d'une vie littéraire, 1964.

## Source
- Siyan Jin, « Li Jinfa, la poésie d'inspiration française », Colloque International Artistes et écrivains chinois en France des années 1920 aux années 1950, université d'Artois, 2011. (vidéo)